# سیف مساوی
سیف مساوی (انگلیسی: Saif Eldin Ali Masawi؛ زادهٔ ۳۰ نوامبر ۱۹۷۹) بازیکن فوتبال اهل سودان است.
از باشگاه‌هایی که در آن بازی کرده‌است می‌توان به باشگاه فوتبال الهلال ام درمان اشاره کرد.
وی همچنین در تیم ملی فوتبال سودان بازی کرده‌است.